# 赛义德·卡齐姆

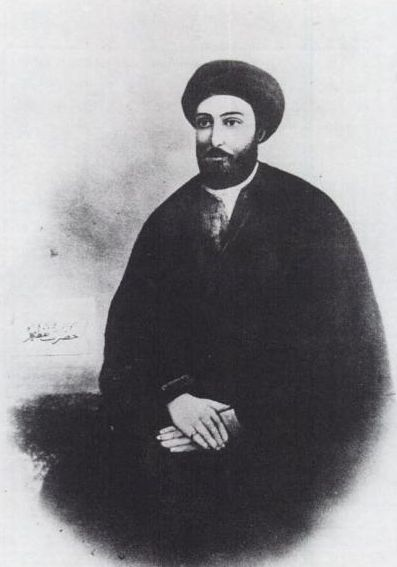
赛义德·卡齐姆

赛义德·卡齐姆·拉什提（阿拉伯语：‎，1793年—1843年），以赛义德·卡齐姆 （波斯語：‎）为人所知。他出生于伊朗北部城市拉什特。他被指定为谢赫派领袖谢赫·艾哈迈德的继承人，并领导谢赫派的运动直至其去世。
赛义德·卡齐姆来自一个知名的商人家庭。作为一个穆拉，他对伊斯兰教着作颇有研究。他告诉他的学生马赫迪和弥赛亚即将的到来的消息，并指导学生如何识别马赫迪。1843年，赛义德·卡齐姆去世后，他的学生分散至亚洲、欧洲和非洲寻找马赫迪。
他死后被埋葬在卡爾巴拉伊玛目侯赛因的墓前。

## 谢赫派的继承人
1843年12月31日，赛义德·卡齐姆去世后，一些谢赫派成员成为了巴比教徒，其后部分又成为了巴哈伊信徒。其余的谢赫派成员则分裂成三派。赛义德·卡齐姆在去世前没有任命继承人，而是让他的门徒去找应许之人。他最着名的追随者之一，穆萨·侯赛因说：
“先师去世前一再告诫我们要分头寻找那位应允的敬爱者。……关于那位应许之人的形象，先师说祂的血统纯正，家世显赫，是法蒂瑪的后代。至于祂的年龄，应该在二十至三十岁之间。祂赋有先天的知识。祂的身材中等，不抽烟，无身体缺陷。”
1844年，穆拉·侯赛因在设拉子遇见了巴孛，接受了巴孛的马赫迪身份。